# アピタパワー岩倉店
アピタパワー岩倉店（アピタパワーいわくらてん）は、愛知県岩倉市旭町にある、ユニー株式会社が運営するショッピングセンターである。
2020年（令和2年）度から始まったユニーの新戦略「Newアピタ・ピアゴ構想」に基づき、開店以来、初めての大掛かりな店舗改装を行い、同年11月に「アピタプラス岩倉店」と改称された。
2020年（令和2年）11月にフルリニューアルしたばかりの「アピタプラス岩倉店」を、顧客からの要望をより一層反映するため約1年で再び大規模改装を行い、2021年（令和3年）11月に「アピタパワー岩倉店」として再リニューアルした。
なお、当項目ではかつて同所で運営されていたショッピングセンター「ピアゴ岩倉店」の概要についても記載する。

## 概要
2014年（平成26年）に閉店したピアゴ岩倉店跡地に2015年（平成27年）に開業した。新店舗は旧店舗に比べ、直営売場面積を2倍ほど拡充され、専門店も34店舗増えた。また、店舗を全館バリアフリー対応にし、LED照明を採用するなど、人や環境に優しい店舗となっている。
岩倉駅の近くにあるため、開店当初は「『エキチカコミュニティ』〜 あなたの毎日に『新しさ』『楽しさ』『心地良さ』を〜」をショッピングセンターのコンセプトとした。
旧店舗は1 - 3階が店舗で1階の店舗外は平面駐車場、店舗4階（R階）が屋上駐車場であったが、新店舗は店舗の面積を限界まで広くするため平面駐車場を廃止し、3階と4階（R階）を駐車場としている。

### 沿革
- 1979年（昭和54年）11月09日 - 岩倉ショッピングセンタービル内に「ユニー岩倉店」が開業。
- 2000年（平成12年）07月20日 - 店舗ブランドを「ユニー」から「ピアゴ」に変更。
- 2014年（平成26年）08月31日 - 建て替えが決定し、ピアゴ岩倉店が閉店。
- 2015年（平成27年）12月04日 - 同地に、アピタ岩倉店開店。
- 2020年（令和02年）11月27日 - アピタプラス岩倉店としてリニューアルオープン。
- 2021年（令和03年）11月12日 - アピタパワー岩倉店としてリニューアルオープン。

## テナント
1階、2階ともにウォークモールによく見られる、サーキットモールタイプの構造である。なおガスト、くまざわ書店、お茶の新楽園、セリアなど、旧店舗時代から存在する専門店がある。

### 1階
東側にユニー直営の食料品・化粧品売り場があり、西側に各専門店がある。また、ガストがアピタの北側にあるが、店外からのみの入店となる。なお、トイレはフロアの一番中央にあり、アピタ側・専門店街両方から入りやすい構造である。
2020年（令和2年）11月の改装以降は、食料品売場に「いわくらマルシェ」と愛称が付いた。

### 2階
中央にアピタ日用品・衣料品売り場があり、その外側に専門店やフードコートがある。また、アピタの南東側に、ユニー直営初のアミューズメント施設「友遊縁日」があったが、他社テナント譲渡したのちに閉鎖した。なおフードコートは、以前ファーストフード店などがあったが、現在はスガキヤ1店のみである。
2020年（令和2年）11月の改装以降は、インナー・フットウェアを主軸にした「アピタクロージングインナー&フットウェア」、小型家電売場「KURADEN」、生活雑貨売場「暮らし屋倉庫」とそれぞれ専門店を模する3つの愛称が付いた。
2021年 (令和3年) 11月の改装以降は、衣料品売場が「ONEMILE」に改められ、アウトドア用品売場「グリーンステージ」が新設された。

## 備考
1979年（昭和54年）のユニー岩倉店のオープン時には店舗前に白い巨大マネキン像があった。この白い巨大マネキン像は名古屋駅前にあるナナちゃん人形の型をとるのに使用されたものといわれている。